# Émile Bonnamy
Pour les articles homonymes, voir Bonnamy.
Charles Émile Bonnamy, né dans le 10e arrondissement de Paris le 22 juillet 1860 et mort dans le 9e arrondissement de Paris le 24 décembre 1920, est un compositeur et pianiste français.

## Biographie
Charles Émile Bonnamy est né à Paris en 1860, fils d'Auguste Charles Bonnamy (1830-1900) employé de banque, et de Caroline Ledreux.
On lui doit les musiques de plus de cent-cinquante chansons de la fin du XIXe siècle et du début du XXe sur des paroles, entre autres, d'Eugène Héros, de lui-même, d'Émile Bessière ou d'Élie Frébault ainsi que des pièces pour piano, des menuets, des sonates, des marches, des valses, des polkas, des rondos, allégrettos etc. ou encore des ballets. 
Son morceau le plus connu reste Madame Pygmalion, une pantomime, écrite avec Léon Xanrof et Abel Tarride, jouée au théâtre des Bouffes-Parisiens en 1892.

## Œuvres
- 1904, Le Néophyte, opéra bouffe, livret de Marc Bonis de la Charancle, à la Gaité-Rochechouart[3],[4],[5],[6].

## Distinctions
- Officier d'Académie (arrêté ministériel du 1er mars 1897)[7]
- Officier de l'Instruction publique (arrêté ministériel du 23 janvier 1907)[8]